# Zanjīreh-ye Soflá
Zanjīreh-ye Soflá (persiska: زنجیره سفلی, زَنجيرِۀ پائين) är en ort i Iran.   Den ligger i provinsen Ilam, i den västra delen av landet, 500 km väster om huvudstaden Teheran. Zanjīreh-ye Soflá ligger 1 043 meter över havet och antalet invånare är 446.
Terrängen runt Zanjīreh-ye Soflá är huvudsakligen kuperad, men norrut är den bergig. Zanjīreh-ye Soflá ligger nere i en dal. Runt Zanjīreh-ye Soflá är det ganska glesbefolkat, med 39 invånare per kvadratkilometer. Närmaste större samhälle är Āsemānābād, 19,8 km nordväst om Zanjīreh-ye Soflá. Omgivningarna runt Zanjīreh-ye Soflá är i huvudsak ett öppet busklandskap.